# Małkocin
Małkocin [mau̯ˈkɔt͡ɕin] (German Mulkenthin) là một ngôi làng thuộc khu hành chính của Gmina Stargard, thuộc huyện Stargardzki, Zachodniopomorskie, ở phía tây bắc Ba Lan. Nó nằm khoảng 8 kilômét (5 mi)   phía bắc Stargard và 29 km (18 mi) về phía đông của thủ đô khu vực Szczecin.
Trước năm 1945, khu vực này là một phần của Đức. Đối với lịch sử của khu vực, xem Lịch sử của Pomerania.
Làng có dân số 472.